# Waly (Meuse)
Waly é uma comuna francesa na região administrativa do Grande Leste, no departamento de Meuse. Estende-se por uma área de 6.2 km², e possui 60 habitantes, segundo o censo de 2018, com uma densidade de 9.7 hab/km².